# Lektura szkolna
Lektura szkolna – utwór literacki lub inny utwór kultury (tekst kultury) objęty wykazem lektur. W Polsce lektury szkolne są zawarte w aktualnym rozporządzeniu Ministra Edukacji Narodowej.
Do obowiązujących rodzajów lektur zalicza się m.in. powieść, opowiadanie, wiersz, dziennik, list, a także przykład czasopisma, publicystyki, tekstu informacyjnego i reklamowego. Wykazem lektur – podstawą programową – są też objęte przykłady teatru, filmu, słuchowiska radiowego, programu telewizyjnego, przekazu ikonicznego, poezji śpiewanej.
Lektury szkolne należą do najczęściej kupowanych i czytanych książek przez polskich czytelników.

## Rodzaje lektur
Lektury mogą być obowiązkowe lub uzupełniające (wybierane z mniej lub bardziej zdefiniowanej listy przez nauczyciela, rzadziej, uczniów), przy czym zwykle istnieje obowiązek lektury pewnej liczby pozycji z listy lektur uzupełniających. W niektórych rozporządzeniach ministerstwa edukacji pojawiają się także nieobowiązkowe propozycje; używa się także niekiedy zamiennie ze słowem lektura terminu tekst kultury. W opracowaniach lub materiałach szkolnych pojawia się niekiedy nieformalny termin „lektura nadobowiązkowa”, używany zamiennie do terminu lektury uzupełniającej bądź propozycji. Niektóre kategorie lektur są ogólne, wskazując ogólne zagadnienie, autora lub wybór tekstów (np. „wybór mitów”, „Wybór liryki XIX wieku”, „Maria Konopnicka – wybór wierszy”). Niektóre teksty są zaznaczone do opracowania w fragmentach.
W zależności od rozporządzenia, lektury mogą być przeznaczone dla specyficznej klasy lub grupy klas, zostawiając nauczycielom rożne poziomy swobody w wyborze tekstów (tradycyjnie listy są sporządzane w wykazie chronologicznym, sugerującym kolejność omawiania utworów w różnych klasach). W pewnych okresach nie istniały listy lektur dla niektórych klas, zwłaszcza dla najmłodszych grup wiekowych.

## Historia
Pojęcie lektury szkolnej w Polsce sięga pierwszej połowy XX-ego wieku, aczkolwiek pewne teksty były lekturami w szkołach okresu zaborów. Kanon lektur szkolnych był wielokrotnie zmieniany przez akty prawne związane z odgórnie ustalanymi wytycznymi dotyczącymi programu nauczania (podstawy programowej) do języka polskiego. Listy lektur szkolnych ewoluowały następnie w okresie PRL-u i późniejszym.
Według Marii Janion kanon lektur szkolnych, choć nieraz w odruchu krytycznym traktowany [...] lekceważąco, groteskowo i satyrycznie, wyznacza jednak narodową przestrzeń kultury, a wszelkie beztroskie nim manipulowanie [...] jest w ogólności dość niebezpieczne.

### II Rzeczpospolita Polska
W okresie międzywojennym Ministerstwo Wyznań Religijnych i Oświecenia Publicznego powołało na początku lat 20 Komisję Oceny Książek. Książki rekomendowane przez komisję było oceniane jako „konieczne”, „pożądane” lub „dozwolone” z podziałem na tematykę i w pięciu grupach wiekowych (dla dzieci do lat 9, dla dzieci 9–12-letnich, 11-14-letnich, 13–15-letnich i młodzieży 15–18-letniej).
W szkołach pełne teksty pojawiały się dopiero w klasie VII, czyli ostatnim roku przedwojennej szkoły powszechnej; w niższych klasach czytano fragmenty tekstów lub krótkie utwory. Listy książek zmodyfikowała reforma jędrzejewiczowska z 1932 r..

### PRL
W okresie PRL-u kanon lektur był podporządkowany ideologii komunistycznej. Główne reformy szkolnictwa i związane z tym znaczące zmiany na listach lektur miały miejsce w latach 1949, 1959, 1971 i 1985. Do roku 1949 wiele szkół opierało się na wytycznych przedwojennych.
Przez wiele lat nie istniały listy lektur dla klas najmłodszych (I-IV). Lista lektur dla klas starszych z 1949 zawierała „upolitycznione czytanki oraz klasykę literatury polskiej”, bez pozycji należących do literatury dziecięcej bądź młodzieżowej (takie pozycje znalazły się na liście lektur uzupełniających).
W 1959 roku stworzono pierwszy spis lektur dla młodszych klas. Dla klas I i II przygotowano listę 31 pozycji, dla klasy III, listę 19 pozycji, a dla klasy IV – 24 pozycje.

### 1997
Pewne zmiany w zestawie proponowanych pozycji dla klas I-III wprowadził program nauczania z 1997 r.

### 1999
W 1999 roku aktem prawnym regulującym listę lektur obowiązkowych oraz lektur uzupełniających dla szkół podstawowych stało się Rozporządzenie Ministra Edukacji Narodowej z dnia 15 lutego 1999 r. w sprawie podstawy programowej kształcenia ogólnego.; wykaz lektur był w załącznikach nr 1 (Podstawa programowa kształcenia ogólnego dla sześcioletnich szkół podstawowych i gimnazjów), nr 2 (Podstawa programowa kształcenia ogólnego dla szkół ponadpodstawowych).
Załącznik nr 1 (Podstawa programowa kształcenia ogólnego dla sześcioletnich szkół podstawowych i gimnazjów) przedstawiał następujące pozycje:
Dla klas I–III lektur nie przewidziano.
Dla klas IV-VI obowiązywały ogólne wytyczne, bez szczegółowej listy lektur (podobne ogólne wytyczne dotyczyły też lektur dla klas języków mniejszości narodowych i etnicznych). Obejmowały one:
- Utwory zaproponowane przez uczniów i nauczyciela (w całości po dwa duże teksty literackie w klasie IV, po trzy w klasach V i VI)
- Baśnie, legendy, opowiadania i utwory poetyckie (w tym pochodzące z regionu)
- Fragmenty polskiej i światowej klasyki dziecięcej i młodzieżowej przy systematycznym motywowaniu uczniów do samodzielnego poznawania całych tekstów
- Teksty reprezentatywne dla źródeł kultury europejskiej
- Utwory prozatorskie i poetyckie wprowadzające w polską tradycję i współczesność literacką – stosownie do możliwości i potrzeb uczniów
- Teksty reprezentatywne dla różnych rodzajów, gatunków i form artystycznego wyrazu, ze szczególnym uwzględnieniem utworów epickich, w tym odmian prozy fabularnej (m.in. powieści podróżniczo-przygodowej, obyczajowej, fantastycznej)
- Teksty użytkowe, publicystyczne, popularnonaukowe, przedstawienia teatralne, filmy, słuchowiska radiowe, programy telewizyjne

Dla gimnazjum przewidziano bardziej szczegółowe propozycje:
- Wybrane utwory z klasyki światowej: Biblia (fragmenty); mitologia (wybór); Homer: Iliada lub Odyseja (fragmenty); Sofokles: Antygona; Pieśń o Rolandzie (fragmenty); W. Szekspir: Romeo i Julia; M. Cervantes: Don Kichote (fragmenty); K. Dickens: Opowieść wigilijna lub Dawid Copperfield (fragmenty); A. Czechow: wybrana nowela; A. de Saint-Exupéry: Mały Książę lub Nocny lot; E. Hemingway: wybrane opowiadanie
- Wybrane utwory z klasyki polskiej: Bogurodzica; J. Kochanowski: wybrane fraszki, pieśni, psalmy, treny; wybór poezji barokowej; I. Krasicki: wybrane bajki i jedna z satyr; A. Mickiewicz: wybrane bajki i ballady, Dziady cz. II, Pan Tadeusz (fragmenty); J. Słowacki: Balladyna (fragmenty); A. Fredro: Zemsta; H. Sienkiewicz: wybrana nowela; B. Prus: wybrana nowela; S. Żeromski: Syzyfowe prace, wybrana nowela
- Wybór liryki XIX wieku, wybór poezji XX wieku
- Wybór nowelistyki XIX i XX wieku (w tym co najmniej jeden utwór pozytywistyczny)
- Wybrane utwory współczesnej prozy polskiej i dramatu
- Wybrane utwory o dorastaniu, w tym powieści dla młodzieży
- Przykłady pamiętnika, dziennika, korespondencji literackich, reportażu, w tym A. Kamiński: Kamienie na szaniec; M. Białoszewski: Pamiętnik z powstania warszawskiego (fragmenty)
- Przykłady literatury regionalnej, wkład literatury regionalnej do ogólnopolskiej skarbnicy literackiej
- Wybrane z czasopism i prasy codziennej teksty publicystyczne, informacyjne, reklamowe
- Utwory zaproponowane przez uczniów i nauczyciela, w tym literatura popularna (co najmniej jeden w każdej klasie).
- Inne składniki kultury (np. przedstawienia teatralne, filmy, słuchowiska radiowe, programy telewizyjne, przekazy ikoniczne, poezja śpiewana)

Załącznik nr 2 (Podstawa programowa kształcenia ogólnego dla szkół ponadpodstawowych), z obowiązkiem lektur w każdej klasie pięciu utworów w całości (z prozy lub dramatu), wymieniała, dla szkół kończących się maturą:
- Literatura powszechna: Biblia (fragmenty); mitologia (wybór); Homer – Iliada lub Odyseja (fragmenty); Sofokles – Antygona; Pieśń o Rolandzie (fragmenty); Horacy – wybór pieśni; W. Szekspir – wybrany dramat; Molier – wybrana komedia; W. Goethe – Faust (fragmenty); wybrana europejska powieść XIX w.; J. Conrad – wybrany utwór; F. Kafka – Proces; M. Bułhakow – Mistrz i Małgorzata; inna wybrana powieść XX w.
- Literatura polska: (konteksty biblijne, antyczne i inne; kontynuacje i nawiązania); Bogurodzica; J. Kochanowski – pieśni i treny (wybór); poezja baroku (wybór); I. Krasicki – satyry (wybór), liryka (wybór); A. Mickiewicz – Pan Tadeusz, Dziady cz. III; inny dramat romantyczny (J. Słowackiego, Z. Krasińskiego lub C.K. Norwida); wybór poezji romantycznej (w tym: A. Mickiewicza, J. Słowackiego, C.K. Norwida); B. Prus – Lalka; E. Orzeszkowa – Nad Niemnem (fragmenty); wybór nowel pozytywistycznych; wybór poezji młodopolskiej; S. Wyspiański – Wesele; W. Reymont – Chłopi (t. 1: Jesień); S. Żeromski – Ludzie bezdomni, Przedwiośnie; W. Gombrowicz – Ferdydurke (fragmenty); inny wybrany utwór prozy polskiej XX w. (np. M. Dąbrowskiej, M. Kuncewiczowej, Z. Nałkowskiej); T. Borowski – wybrane opowiadania; G. Herling-Grudziński – Inny Świat; wybór poezji polskiej XX w. (w tym: B. Leśmiana, L. Staffa, J. Tuwima, Cz. Miłosza, K. K. Baczyńskiego, T. Różewicza, Z. Herberta, M. Białoszewskiego, W. Szymborskiej); wybrany dramat XX w. (S. I. Witkiewicza, S. Mrożka, T. Różewicza).
- Wybrany utwór z literatury dokumentalnej (reportaż, dziennik, pamiętnik).
- Utwory zaproponowane przez uczniów i nauczyciela
- Inne teksty kultury (spektakle teatralne, filmy, reklamy, utwory muzyczne, obrazy, słuchowiska, programy telewizyjne, teksty prasowe).

Lista dla szkół ponadpodstawowych nie kończących się maturą, wymieniała, z obowiązkiem lektur z wymogiem lektury każdej klasie dwóch utworów w całości (z prozy lub dramatu):
- Utwory z klasyki europejskiej: Biblia (fragmenty); mitologia – wybór; W. Szekspir – Romeo i Julia (fragmenty); K. Dickens – Opowieść wigilijna; A. de Saint-Exupéry – Nocny lot; A. Czechow i G. de Maupassant – wybrane nowele
- Utwory z klasyki polskiej: J. Kochanowski – fraszki, pieśni, treny (wybór); I. Krasicki – bajki i satyry (wybór); A. Mickiewicz – bajki i ballady (wybór), Zdania i uwagi (wybór), Pan Tadeusz (fragmenty); A. Fredro – wybrana komedia; H. Sienkiewicz – Quo vadis albo inna powieść historyczna; B. Prus – Lalka (fragmenty), wybrane nowele; S. Żeromski wybrane nowele; wybór liryki XIX wieku
- Utwory literatury współczesnej: wybór poezji XX wieku (w tym: L. Staffa, J. Tuwima, M. Pawlikowskiej-Jasnorzewskiej, Cz. Miłosza, K. K. Baczyńskiego, T. Różewicza, Z. Herberta, W. Szymborskiej); wybrany dramat współczesny (np. J. Szaniawski – Most, S. Mrożek – Emigranci, Szczęśliwe wydarzenie); wybór współczesnej prozy (np. opowiadania: J. Szaniawski – Profesor Tutka, M. Hłasko – Pierwszy krok w chmurach, S. Mrożek – Mały przyjaciel, K. Filipowicz – Egzekucja w ZOO, P. Huelle – Przeprowadzka); G. Herling-Grudziński – Wieża; fragmenty powieści (np.: W. Myśliwski – Kamień na kamieniu, Widnokrąg, S. Chwin – Hanemann, O. Tokarczuk – Prawiek i inne czasy, Podróż ludzi Księgi); utwory o dorastaniu, w tym powieści dla młodzieży; wybór współczesnych reportaży (np.: H. Krall, R. Kapuścińskiego, M. Wańkowicza); literatura dokumentu (przykłady dziennika, pamiętnika, wspomnień, listów literackich, w tym: M. Białoszewskiego – Pamiętnik z powstania warszawskiego, L. Tyrmanda – Dziennik 1954).
- Teksty kultury współczesnej: filmowe adaptacje literackie (w zestawieniu z fragmentami lektury, np.: Kronika wypadków miłosnych, Lawa, Lalka, Cudzoziemka, Ogniem i mieczem, Pan Tadeusz); filmy wybrane przez młodzież; piosenki rockowe; reklamy; programy telewizyjne (w tym aktualne seriale)
- Teksty użytkowe, publicystyczne, popularnonaukowe.

### 2001
W 2001 roku aktem prawnym regulującym listę lektur obowiązkowych oraz lektur uzupełniających dla szkół podstawowych stało się Rozporządzenie Ministra Edukacji Narodowej z dnia 21 maja 2001 r. w sprawie podstawy programowej wychowania przedszkolnego, kształcenia ogólnego w poszczególnych typach szkół oraz kształcenia w profilach w liceach profilowanych.; wykaz lektur był w załącznikach (nr 1 Podstawa programowa kształcenia ogólnego dla szkół podstawowych i gimnazjów, nr 4 Podstawa programowa kształcenia ogólnego dla liceów profilowanych).
Podstawa programowa kształcenia ogólnego dla szkół podstawowych i gimnazjów (załącznik nr 2)  była identyczna z listą z 1999 r.
Dla liceów profilowanych (załącznik nr 4) przewidziano następujące lektury: 
- Literatura polska: (konteksty biblijne, antyczne i inne; kontynuacje i nawiązania): Bogurodzica w kontekście poezji średniowiecznej; J. Kochanowski – pieśni i treny (wybór); poezja baroku (wybór); I. Krasicki – satyry i liryki (wybór); A. Mickiewicz – Pan Tadeusz, Dziady cz. III; wybrane sceny z dramatów romantycznych (J. Słowackiego, Z. Krasińskiego); wybór poezji romantycznej (w tym: A. Mickiewicza, J. Słowackiego, C.K. Norwida); B. Prus – Lalka; E. Orzeszkowa – Nad Niemnem (fragmenty); wybór nowel pozytywistycznych; H. Sienkiewicz – wybrana powieść; wybór poezji młodopolskiej; S. Wyspiański – Wesele; W. Reymont – Chłopi, t. 1: Jesień; S. Żeromski – Ludzie bezdomni, Przedwiośnie; W. Gombrowicz – fragmenty prozy; wybrany utwór z prozy polskiej XX w. (np. M. Dąbrowskiej, Z. Nałkowskiej); wybrany dramat XX wieku (S. Mrożka, S. Różewicza); T. Borowski – wybrane opowiadania; G. Herling--Grudziński – Inny Świat; wybór poezji polskiej XX w. (w tym: B. Leśmiana, L. Staffa, J. Tuwima, M. Pawlikowskiej-Jasnorzewskiej, Cz. Miłosza, K.K. Baczyńskiego, T. Różewicza, Z. Herberta, M. Białoszewskiego, W. Szymborskiej, S. Barańczaka, J. Twardowskiego); wybrane fragmenty prozy dokumentalnej (reportaż, dziennik, pamiętnik) i eseistycznej; utwory współczesne zaproponowane przez uczniów i nauczyciela; inne teksty kultury (spektakle teatralne, filmy, utwory muzyczne, obrazy, słuchowiska, programy telewizyjne, teksty prasowe)

- Literatura powszechna: wybrany klasyczny dramat starożytnej Grecji; Horacy – wybór pieśni; W. Szekspir – wybrany dramat; Molier – wybrana komedia; W. Goethe – Cierpienia młodego Wertera; wybrana europejska powieść XIX wieku; J. Conrad – wybrany utwór; wybrana powieść XX wieku.

Dla liceów o profilu proakademickim przewidziano dodatkowo:
- Literatura polska: J. Kochanowski – Treny; wybrany dramat romantyczny (J. Słowackiego, Z. Krasińskiego); W. Gombrowicz – Trans-Atlantyk; M. Kuncewiczowa – Cudzoziemka; Witkacy – Szewcy
- Literatura powszechna: A. Dante – Boska Komedia (fragmenty); W. Goethe – Faust (fragmenty); F. Kafka – Proces; M. Bułhakow – Mistrz i Małgorzata

Dla szkół zasadniczych lista była identyczna z listą z 2001 r. dla szkół ponadpodstawowych nie kończących się maturą.

### 2002
W 2002 roku aktem prawnym regulującym listę lektur obowiązkowych oraz lektur uzupełniających dla szkół podstawowych stało się Rozporządzenie Ministra Edukacji Narodowej i Sportu z dnia 26 lutego 2002 r. w sprawie podstawy programowej wychowania przedszkolnego oraz kształcenia ogólnego w poszczególnych typach szkół; wykaz lektur był w załącznikach nr 2 (Podstawa programowa kształcenia ogólnego dla szkół podstawowych i gimnazjów, 4 (Podstawa programowa kształcenia ogólnego dla liceów ogólnokształcących, liceów profilowanych i techników), 5 (Podstawa programowa kształcenia ogólnego dla zasadniczych szkół zawodowych) i 6 (Podstawa programowa kształcenia ogólnego dla szkół ponadpodstawowych).
Podstawa programowa kształcenia ogólnego dla szkół podstawowych i gimnazjów (załącznik nr 2)  była identyczna z listą z 1999 r.
Według załącznika nr 4, dla liceów i techników przewidziano w zakresie podstawowym utwory identyczne z listą dla liceów profilowanych z 2001 r.
Dla liceum ogólnokształcącego przewidziano w zakresie rozszerzonym utwory identyczne z listą dla liceów o profilu proakademickim z 2001 r.
Według załącznika nr 5, lektury dla zasadniczych szkół zawodowych wybór lektur miał być podobny do tego dla liceów i techników w zakresie podstawowym.
Podstawa programowa kształcenia ogólnego dla szkół ponadpodstawowych (załącznik nr 6) dla szkół o profilu humanistycznym była identyczna z listą z 1999 r. dla szkół ponadpodstawowych kończących się maturą. Lista dla szkół zasadniczych była identyczna jak ta dla szkół ponadpodstawowych nie kończących się maturą z 1999 r.

### 2006
Nowelizacja z tego roku dokonała zmian w liście lektur dla gimnazjów i liceów.
Lista z załącznika nr 2 (dla szkół podstawowych i gimnazjów) została wzbogacona o pozycje:
- Wybrane utwory z klasyki światowej:  Clive Staples Lewis: Opowieści z Narnii cz. I Lew, Czarownica i stara szafa
- Wybrane utwory z klasyki polskiej: H. Sienkiewicz: Krzyżacy (obok poprzednio wymienionej wybranej noweli);

Lista z załącznika nr 4 (dla liceów i techników) została wzbogacona o pozycję  Jan Paweł II – Pamięć i tożsamość

### 2007
Szereg nowelizacji z tego roku dokonało zmian w liście lektur dla szkół podstawowych, gimnazjów i liceów.
Najpierw, w lipcu tego roku, lista z załącznika nr 2 (dla szkół podstawowych i gimnazjów) została zmieniona następująco:
- w załączniku nr 2 pojawiła się lista lektur dla klas I–III: Alan Aleksander Milne – Kubuś Puchatek, Chatka Puchatka; Władysław Bełza – Kto ty jesteś? Polak mały!; Jan Brzechwa – Moje ulubione wiersze; Wanda Chotomska – Legendy polskie; Alina i Czesław Centkiewiczowie – Anaruk, chłopiec z Grenlandii; Maria Krüger – Karolcia; Hugh Lofting – Doktor Dolittle i jego zwierzęta; Astrid Lindgren – Dzieci z Bullerbyn; Kornel Makuszyński – Przygody Koziołka Matołka; ks. Jan Twardowski – Patyki i patyczki; Julian Tuwim – wiersze dla dzieci: Lokomotywa, Słoń Trąbalski; inne wybrane utwory klasycznej literatury dziecięcej polskiej i światowej.”
- pojawiła się precyzyjniejsza lista lektur dla klas IV-VI: 
  - Carlo Collodi – Pinokio; Karol Bunsch – Dzikowy Skarb (fragmenty); Daniel Defoe – Robinson Crusoe; Irena Jurgielewiczowa – Ten obcy; Rudyard Kipling – Księga dżungli; Józef Ignacy Kraszewski – Stara Baśń (fragmenty); Clive Staples Lewis – Opowieści z Narnii, cz. I: Lew, Czarownica i stara szafa; Lucy Maud Montgomery – Ania z Zielonego Wzgórza; Zbigniew Nienacki – Pan Samochodzik i Templariusze; John Ronald Reuel Tolkien – Władca Pierścieni; Henryk Sienkiewicz – W pustyni i w puszczy; Alfred Szklarski – Tomek w krainie kangurów; ks. Jan Twardowski – Zeszyt w kratkę; Mark Twain – Przygody Tomka Sawyera
  - Baśnie, legendy, opowiadania i utwory poetyckie pochodzące z regionu
  - Inne teksty reprezentatywne dla źródeł kultury europejskiej
  - Wybrane przez uczniów i nauczyciela stosownie do możliwości i potrzeb uczniów: 1) utwory prozatorskie i poetyckie wprowadzające w polską tradycję i współczesność literacką, 2) teksty reprezentatywne dla różnych rodzajów, gatunków i form artystycznego wyrazu, ze szczególnym uwzględnieniem utworów epickich, w tym odmian prozy fabularnej, literatury science fiction
  - Teksty użytkowe, publicystyczne, popularnonaukowe, przedstawienia teatralne, filmy, słuchowiska radiowe,
- dla gimnazjum wprowadzono następujące zmiany:
  - w wybranych utworach klasyki światowej: określono fragmenty Biblii do lektury i omówienia (Pieśń nad Pieśniami, Hymn Św. Pawła o miłości, Apokalipsa – fragmenty); usunięto pozycję mitologia (wybór); Dawid Copperfield (fragmenty); wybrana nowela Czechowa została zamieniona na konkretną pozycję (Śmierć urzędnika); usunięto Nocny lot de Saint-Exupéry'a, wybrane opowiadanie Hemingwaya zostało zamienione na konkretne (Stary człowiek i morze)
  - w wybranych utworach klasyki polskiej: dodano pozycje: Arkady Fiedler – Dywizjon 303; Melchior Wańkowicz – Ziele na kraterze; Zofia Kossak-Szczucka – Bursztyny. Kochanowskiego „wybrane fraszki, pieśni, psalmy, treny; wybór poezji barokowej” zmieniono na „pieśń: Czego chcesz od nas, Panie... oraz wybrane fraszki i treny”; Mickiewicza „wybrane bajki i ballady” zmieniono na „Ballady i romanse”; pozycję H. Sienkiewicz: wybrana nowela zmieniono na Krzyżacy; pozycja B. Prus: wybrana nowela zmieniono na Kamizelkę; dla S. Żeromskiego usunięto pozycję wybrana nowela (zostały dalej Syzyfowe prace)
    - pozycje Aleksander Kamiński – Kamienie na szaniec i Miron Białoszewski – Pamiętnik z powstania warszawskiego (fragmenty) dodano do tej listy przenosząc je z innego podpunktu listy

  - sprecyzowano „Wybór liryki XIX wieku, wybór poezji XX wieku” dodając listę „(w tym utwory Krzysztofa Kamila Baczyńskiego, Konstantego Ildefonsa Gałczyńskiego, Zbigniewa Herberta, Marii Pawlikowskiej-Jasnorzewskiej, Tadeusza Różewicza, Wisławy Szymborskiej, Czesława Miłosza, ks. Jana Twardowskiego)”
  - sprecyzowano „Wybrane utwory o dorastaniu, w tym powieści dla młodzieży” dodając sugestie (np. Małgorzaty Musierowicz lub Ireny Jurgielewiczowej).
  - pozycję „Przykłady pamiętnika, dziennika, korespondencji literackich, reportażu” zastąpiono pozycją „Przykłady literatury biograficznej i pamiętnikarskiej (Paweł Zuchniewicz – Wujek Karol. Kapłańskie lata Papieża; Karolina Lanckorońska – Wspomnienia wojenne).”
- w załączniku nr 4 dla liceów i techników wprowadzono następujące zmiany w zakresie podstawowym:
  - dla literatury polskiej: dodano pozycje: I. Krasicki pieśń: Hymn do miłości Ojczyzny; Stanisław Staszic – Przestrogi dla Polski (fragmenty); sprecyzowano pozycję „wybrane sceny z dramatów romantycznych (J. Słowackiego, Z. Krasińskiego)” na „Juliusz Słowacki – Kordian lub Zygmunt Krasiński – Nie-Boska komedia (wybrane sceny z dramatu), Listy (wybór)”; sprecyzowano pozycję „H. Sienkiewicz – wybrana powieść” na „Henryk Sienkiewicz – Quo vadis, Potop”; usunięto pozycję „W. Gombrowicz – fragmenty prozy;”; sprecyzowano pozycję „wybrany utwór z prozy polskiej XX w. (np. M. Dąbrowskiej, Z. Nałkowskiej)” na „Maria Dąbrowska – Noce i dnie (fragmenty); Zofia Nałkowska – Granica”; sprecyzowano pozycję „wybrany dramat XX wieku (S. Mrożka, S. Różewicza)” na „Sławomir Mrożek – Tango” (usuwając wzmiankę o S. Różewiczu); sprecyzowano pozycję „T. Borowski – wybrane opowiadania” na „T. Borowski – – Pożegnanie z Marią (wybór)”; ograniczono pozycję „G. Herling--Grudziński – Inny Świat” dodając „(fragmenty)”; dodano pozycję „Jan Dobraczyński – Listy Nikodema”; dodano pozycje Jan Paweł II – Pamięć i tożsamość; Ryszard Kapuściński – Cesarz; abp Kazimierz Majdański – Będziecie Moimi Świadkami...”
  - dla literatury powszechnej: sprecyzowano „wybrany klasyczny dramat starożytnej Grecji” na „Sofokles – Król Edyp”;  wybrany dramat W. Szekspira na „Makbet”; wybraną komedię Molier „Świętoszek”; ograniczono pozycję „W. Goethe – Cierpienia młodego Wertera” dodając „(fragmenty)”; sprecyzowano „wybrana europejska powieść XIX wieku” jako „Fiodor Dostojewski – Zbrodnia i kara”', sprecyzowano wybrany utwór J. Conrada jako „Lord Jim”, a „wybrana powieść XX wieku” została zastąpiona przez dwa utwory, „Clive Staples Lewis – Listy starego diabła do młodego; George Orwell – Folwark zwierzęcy.”
- a w zakresie rozszerzonym
  - dla literatury polskiej: usunięto pozycje W. Gombrowicz – Trans-Atlantyk i ograniczono pozycję Witkacy – Szewcy dodając „(fragmenty)”; dodano natomiast Wiesław Myśliwski – Kamień na kamieniu lub Antoni Libera – Madame; wybrany utwór polskich pisarzy emigracyjnych (Andrzeja Bobkowskiego i Józefa Mackiewicza).
  - dla literatury powszechnej: sprecyzowano pozycję „Dante – Boska Komedia (fragmenty)” na fragmenty „Piekła”; usunięto W. Goethe – Faust (fragmenty); ograniczono F. Kafka – Proces dodając „(fragmenty)”, dodano pozycje  Święty Augustyn – Wyznania (fragmenty); Platon – Obrona Sokratesa
  - dodano też pozycję „Zaproponowany przez uczniów i nauczyciela utwór literatury polskiej, europejskiej lub światowej”

Następnie w sierpniu wprowadzono następujące zmiany:
- w liście dla klas I–III:
  - dodano pozycje: H.Ch. Andersen – Baśnie (wybór); Jan Brzechwa – Akademia Pana Kleksa; Maria Konopnicka – O krasnoludkach i o sierotce Marysi (fragmenty);
  - usunięto pozycje Chatka Puchatka; Jan Brzechwa – Moje ulubione wiersze; Alina i Czesław Centkiewiczowie – Anaruk, chłopiec z Grenlandii; Maria Krüger – Karolcia
  - zamieniono pozycję „Kornel Makuszyński – Przygody Koziołka Matołka” na „Kornel Makuszyński – 120 przygód Koziołka Matołka (księga 1)”
- w nowej sprecyzowanej liście lektur dla klas IV-VI w porównaniu do rozporządzenia z lipca: 
  - usunięto pozycje: Karol Bunsch – Dzikowy Skarb (fragmenty); Daniel Defoe – Robinson Crusoe; Zbigniew Nienacki – Pan Samochodzik i Templariusze
  - dodano natomiast Wiktor Gomulicki —Wspomnienia niebieskiego mundurka; Kornel Makuszyński —Szatan z siódmej klasy; Edmund Niziurski —Sposób na Alcybiadesa; Juliusz Verne – W 80 dni dookoła świata; Stanisław Lem – Bajki robotów
  - pozycję Józef Ignacy Kraszewski – Stara Baśń zmieniono z fragmentów na całość
- dla gimnazjum: identyczne zmiany jak w lipcu z wyjątkiem usunięcia ograniczenia „(fragmenty)” dla Balladyny. Do wyboru liryki (z lipca) dodano nazwiska Kazimierza Wierzyńskiego i Jana Lechonia
- dla liceów i techników (zał nr 3): 
  - w porównaniu do rozporządzenia z lipca w zakresie podstawowym: 
    - dodano pozycje: Piotr Skarga - Kazania sejmowe (wybór); Adam Mickiewicz - Konrad Wallenrod; Brunon Schulz - Sklepy cynamonowe (wybrane opowiadania); Daniel Defoe - Robinson Crusoe
      - usuniętą w lipcu pozycję „W. Gombrowicz – fragmenty prozy;” przywrócono w postaci sprecyzowanej (w sprostowaniu błędów we wrześniu) jako „W. Gombrowicz – Ferdydurke”

    - pozycję Maria Dąbrowska – Noce i dnie rozszerzono z fragmentów do całości, a pozycje G. Herling--Grudziński – Inny Świat i W. Goethe – Cierpienia młodego Wertera przywrócono w całości (w lipcu dodano do nich graniczenie do fragmentów)
    - do pozycji abp Kazimierz Majdański – Będziecie Moimi Świadkami... dodano opcję „lub kardynał Stefan Wyszyński - Zapiski więzienne”

  - a w zakresie rozszerzonym:
    - dodano pozycje: Henryk Rzewuski - Pamiątki Soplicy (wybór); Hanna Majewska - Sir Tomasz More odmawia
    - pozycję F. Kafka – Proces przywrócono w całości (w lipcu dodano do niej graniczenie do fragmentów)

Początkowo planowano też skreślenie z listy lektur pozycji Goethego, Conrada, Herlinga-Grudzińskiego i Dostojewskiego. Zwłaszcza usunięcie z listy lektur Gombrowicza i (czasowe skrócenie) Kafki wywołało komentarze w mediach. Większość zmian krytykowanych w mediach zostało odwołanych.

### 2008
W tym roku także dokonano zmian w liście lektur.
Dla klas IV-VI opisano lektury sprecyzowane w 2007 jako „przykładowe”, dodając uwagę, że „Nauczyciel może wybrać utwory niewymienione w wykazie”.
Dla gimnazjów i liceów przywrócono treść listy lektur z roku 2002, przy czym nowe pozycje z lat późniejszych zostały dodane do sekcji literatura przykładowa, z podobna uwagą jak powyżej.

### 2009
W 2009 roku aktem prawnym regulującym listę lektur obowiązkowych oraz lektur uzupełniających dla szkół podstawowych stało się Rozporządzenie Ministra Edukacji Narodowej z dnia 23 grudnia 2008 r. w sprawie podstawy programowej wychowania przedszkolnego oraz kształcenia ogólnego w poszczególnych typach szkół; wykaz lektur był w załącznikach.
W ww. rozporządzeniu listy lektur dla klas I–III nie sprecyzowano (napisano: „Dobór utworów ma uwzględnić następujące gatunki literatury dziecięcej: baśnie, bajki, legendy, opowiadania, wiersze, komiksu - przy wyborze należy kierować się realnymi umiejętnościami czytelniczymi dzieci, a także potrzebami wychowawczymi i edukacyjnymi.”).   
Natomiast sprecyzowano (w załączniku nr 2 – Podstawa programowa kształcenia ogólnego dla szkół podstawowych) listę „tekstów kultury” dla klas IV-VI, „nie mniej niż 4 pozycje książkowe w roku szkolnym oraz wybrane przez nauczyciela teksty o mniejszej objętości”): Frances Hodgson Burnett Tajemniczy ogród; Jan Brzechwa Akademia Pana Kleksa; Carlo Collodi Pinokio; Roald Dahl Charlie i fabryka czekolady; Antonina Domańska Historia żółtej ciżemki; Irena Jurgielewiczowa Ten obcy; Stanisław Lem Bajki robotów; Clive Staples Lewis Lew, Czarownica i stara szafa; Astrid Lindgren Bracia Lwie Serce; Kornel Makuszyński Szatan z siódmej klasy; Aleksander Minkowski Dolina Światła; Ferenc Molnk Chłopcy z Placu Broni; Lucy Maud Montgomery Ania z Zielonego Wzgórza; Edmund Niziurski —wybrana powieść (np. Niewiarygodne przygody Marka Piegusa, Sposób na Alcybiadesa); Joanna Olech Dynastia Miziołków; Joanna Onichimowska – wybrana powieść (np. Duch starej kamienicy, Daleki rejs); Renć Goscinny, Jean-Jacques Sempć Mikołajek (wybór opowiadań z dowolnego tomu); Henryk Sienkiewicz W pustyni i w puszczy; Alfred Szklarski – wybrana powieść (np. Tomek w krainie kangurów); Dorota Terakowska Władca Lewawu; Mark Twain Przygody Tomka Sawyera; John Ronald Reuel Tolkien Hobbit, czyli tam i z powrotem; Juliusz Veme W 80 dni dookoła świata; Moony Witcher Dziewczynka z szóstego księżyca; wybór mitów greckich, baśni i legend; wybór kolęd; wybór pieśni patriotycznych; wybór poezji, w tym utwory dla dzieci i młodzieży; film i widowisko teatralne z repertuaru dziecięcego; wybrane programy telewizyjne.
W porównaniu do poprzedniej wersji: 
- dodano Frances Hodgson Burnett Tajemniczy ogród; Jan Brzechwa Akademia Pana Kleksa; Roald Dahl Charlie i fabryka czekolady; Antonina Domańska Historia żółtej ciżemki; Astrid Lindgren Bracia Lwie Serce;  Aleksander Minkowski Dolina Światła; Ferenc Molnk Chłopcy z Placu Broni; Joanna Olech Dynastia Miziołków; Joanna Onichimowska – wybrana powieść (np. Duch starej kamienicy, Daleki rejs); Renć Goscinny, Jean-Jacques Sempć Mikołajek (wybór opowiadań z dowolnego tomu); Dorota Terakowska Władca Lewawu; John Ronald Reuel Tolkien Hobbit, czyli tam i z powrotem; Juliusz Veme W 80 dni dookoła świata; Moony Witcher Dziewczynka z szóstego księżyca;
- usunięto Rudyard Kipling – Księga dżungli; John Ronald Reuel Tolkien – Władca Pierścieni
- poprzednie pozycje zmodyfikowano dodając wybór dla pisarza:
  - Edmund Niziurski - Sposób na Alcybiadesa została zmodyfikowana na wybraną powieść pisarza z dwoma przykładami (Niewiarygodne przygody Marka Piegusa, Sposób na Alcybiadesa)
  - Alfred Szklarski – Tomek w krainie kangurów zmodyfikowano na Alfred Szklarski – wybrana powieść (np. Tomek w krainie kangurów)

W załączniku nr 4 (Podstawa programowa kształcenia ogólnego dla gimnazjów I szkół ponadgimnazjalnych, których ukończenie umożliwia uzyskanie świadectwa dojrzałości po zdaniu egzaminu maturalnego) wymieniono następujące „teksty kultury” dla gimnazjum: 
- Teksty poznawane w całości – nie mniej niż 5 pozycji książkowych w roku szkolnym oraz wybrane przez nauczyciela teksty o mniejszej objętości, przy czym nie można pominąć autorów i utworów oznaczonych gwiazdką: *Jan Kochanowski – wybrane fraszki, Treny (V, VII, VIII); William Szekspir Romeo i Julia; Molier Świętoszek lub Skąpiec; *Ignacy Krasicki – wybrane bajki; Aleksander Fredro *Zemsta; Adam Mickiewicz – wybrana ballada, *Dziady cz. II, Reduta Ordona; Bolesław Prus lub Eliza Orzeszkowa – wybrana nowela; *Henryk Sienkiewicz – wybrana powieść historyczna (Quo vadis, Krzyżacy lub Potop); wybrane wiersze następujących poetów XX w.: Maria Pawlikowska-Jasnorzewska, Kazimierz Wierzyński, Julian Tuwim, Czesław Miłosz, ks. Jan Twardowski, Wisława Szymborska, Zbigniew Herbert; Aleksander Kamiński Kamienie na szaniec lub Arkady Fiedler Dywizjon 303; utwór podejmujący problematykę Holokaustu, np. wybrane opowiadanie Idy Fink; Konstanty Ildefons Gałczyński – wybrane utwory; Stanisław Lem – wybrane opowiadanie; Sławomir Mrożek – wybrane opowiadanie; Antoine de Saint Exupćry Mały Książę; wybrana powieść przygodowa; wybrana młodzieżowa powieść obyczajowa (np. Małgorzaty Musierowicz, Doroty Terakowskiej lub innych współczesnych autorów podejmujących problematykę dojrzewania); wybrany utwór fantasy (np. Ursuli Le Guin, Johna Ronalda Reuela Tolkiena, Andrzeja Sapkowskiego); wybrany utwór detektywistyczny (np. Arthura Conan Doyleta łub Agaty Christie); wybrane opowiadanie z literatury światowej XX w. (inne niż wskazane wyżej); wybrana powieść współczesna z literatury polskiej i światowej (inna niż wskazana wyżej); inne pozycje książkowe wskazane przez nauczyciela lub zaproponowane przez uczniów (przynajmniej jedna rocznie).
- Teksty poznawane w całości lub w części (decyzja należy do nauczyciela): Homer Iliada i Odyseja lub Jan Parandowski Przygody Odyseusza; Pieśń o Rolandzie; Juliusz Słowacki Balladyna; Miron Białoszewski Pamiętnik z powstania warszawskiego; Ryszard Kapuściński – wybrany utwór. Biblia (opis stworzenia świata i człowieka z Księgi Rodzaju, przypowieść ewangeliczna, hymn św. Pawła o miłości); wybrane mity greckie.
- Wybór publicystyki z prasy i innych środków społecznego przekazu; wybrany komiks; wybrane programy telewizyjne.

A dla szkół ponadgimnazjalnych: 
- Teksty poznawane w całości nie mniej niż 13 pozycji książkowych odpowiednio w trzyletnim bądź czteroletnim okresie nauczania oraz wybrane przez nauczyciela teksty o mniejszej objętości, przy czym nie można pominąć autorów utworów oznaczonych gwiazdką): 
  - w programie podstawowym: Sofokles Antygona lub Król Edyp (wersja literacka lub spektakl teatralny); * Bogurodzica; Lament świętokrzyski; *Jan Kochanowski – wybrane pieśni, treny (inne nit w gimnazjum) i psalm; Mikołaj Sęp Szarzyński – wybrane sonety; William Szekspir Makbet lub Hamlet; Adam Mickiewicz – wybrane sonety i inne wiersze (w tym Romantyczność), *Dziadów część III, *Pan Tadeusz; Juliusz Słowacki – wybrane wiersze; Cyprian Norwid – wybrane wiersze; Bolesław Prus *Lalka; Fiodor Dostojewski – wybrany utwór, np. Zbrodnia i kara, Łagodna; Joseph Conrad Jądro ciemności; Jan Kasprowicz, Kazimierz Przerwa-Tetmajer, Leopold Staff– wybrane wiersze; Stanisław Wyspiański *Wesele; Władysław Stanisław Reymont Chłopi (tom I —Jesień); Stefan Żeromski – wybrany utwór (Ludzie bezdomni, Wierna rzeka, Echa leśne lub Przedwiośnie); Bolesław Leśmian, Julian Tuwim, Jan Lechoń, Julian Przyboś, Józef Czechowicz, Konstanty Ildefons Gałczyński – wybrane wiersze; Jarosław Iwaszkiewicz – wybrane opowiadanie; *Bruno Schulz – wybrane opowiadanie; Tadeusz Borowski – wybrane opowiadanie; Krzysztof Kamil Baczyński, Tadeusz Różewicz, Czesław Miłosz, Wisława Szymborska, Zbigniew Herbert, Ewa Lipska, Adam Zagajewski, Stanisław Barańczak – wybrane wiersze; Miron Białoszewski – wybrane utwory; wybrany dramat dwudziestowieczny z literatury polskiej (np. Stanisława Ignacego Witkiewicza, Sławomira Mrożka lub Tadeusza Różewicza); wybrana powieść polska z XX lub XXI w. (np. Marii Kuncewiczowej Cudzoziemka, Zofii Nałkowskiej Granica, Józefa Mackiewicza Droga donikąd, Stanisława Lema Solaris, Juliana Stryjkowskiego Austeria, Tadeusza Konwickiego Kronika wypadków miłosnych); wybrana powieść światowa z XX lub XXI w. (np. Franza Kafki Proces, Alberta Camusa Dżuma, George’a Orwella Rok 1984, Isaaca Bashevisa Singera Sztukmistrz z Lublina, Gabriela Garcii Marqueza Sto lat samotności, Umberto Eco Imię róży).
  - w programie poszerzonym: Teksty określone dla zakresu podstawowego, a ponadto: Horacy – wybrane liryki; Jan Kochanowski Treny (jako cykl poetycki); poezja barokowa (np. Daniel Naborowski, Jan Andrzej Morsztyn); wybrany wiersz z romantycznej poezji europejskiej; Juliusz Słowacki Kordian lub Fomozy; Zygmunt Krasiński Nie-Boska Komedia; realistyczna lub naturalistyczna powieść europejska (np. Honoriusz Balzak Ojciec Golgot, Emil Zola Nana lub Gustaw Flaubert Pani Bovary); Stanisław Ignacy Witkiewicz Szewcy; Gustaw Herling-Grudziński – wybrane opowiadanie; Michaił Bułhakow Mistrz i Małgorzata; wybrana powieść lub zbiór opowiadań z XX lub XXI w. (np. Marii Dąbrowskiej, Zofii Nałkowskiej, Marii Kuncewiczowej, Józefa Wittlina, Józefa Mackiewicza, Juliana Stryjkowskiego, Andrzeja Kuśniewicza, Tadeusza Konwickiego, Stanisława Lema, Wiesława Myśliwskiego, Marka Nowakowskiego, Jerzego Pilcha, Olgi Tokarczuk, Stefana Chwina, Pawła Huellego); wybrana powieść (lub zbiory opowiadań) dwudziestowiecznych autorów z literatury światowej (np. Franza Kafki, Thomasa Manna, Vladimira Nabokova, Alberta Camusa, Isaaca Bashevisa Singera, Johna Steinbecka, Kurta Vonneguta, Gabriela Garcii Marqueza, Günthera Grassa, Umberto Eco, Milana Kundery); 2. Teksty poznawane w całości lub w części (decyzja należy do nauczyciela), przy czym nie można pominąć utworu oznaczonego gwiazdką:
- Teksty poznawane w całości lub w części (decyzja należy do nauczyciela), przy czym nie można pominąć utworu oznaczonego gwiazdką: 
  - w programie podstawowym: wybór mitów; Dzieje Tristana i Izoldy; Miguel Cervantes Don Kichote; Jan Chryzostom Pasek Pamiętniki; Ignacy Krasicki – wybrana satyra lub Monachomachia; Adam Mickiewicz Dziady część IV; Juliusz Słowacki Kordian; Witold Gombrowicz - Ferdydurke; Irit Amiel – wybrane opowiadanie z tomu Osmaleni lub Hanna Krall Zdążyć przed Panem Bogiem; Gustaw Herling-Grudziński Inny świat; Ryszard Kapuściński Podróże z Herodotem; Biblia (wybrane psalmy, fragmenty: Pieśni nad Pieśniami, Księgi Hioba, Apokalipsy św. Jana);
  - w programie rozszerzonym: teksty określone dla zakresu podstawowego, a ponadto: wybrany esej Mieczysława Jastruna lub Zygmunta Kubiaka poświęcony kulturze antycznej; Dante Alighieri Boska komedia-, Johann Wolfgang Goethe Faust; Czesław Miłosz – wybrany esej; Zbigniew Herbert – wybrany esej; inny esej autora polskiego (np. Kazimierza Wyki, Jana Błońskiego, Marii Janion, Leszka Kołakowskiego, ks. Józefa Tischnera, Jarosława Rymkiewicza, Jerzego Stempowskiego); wybrany reportaż autora polskiego (np. Ryszarda Kapuścińskiego, Krzysztofa Kąkolewskiego, Hanny Krall, Henryka Grynberga); dziennik (np. Marii Dąbrowskiej, Zofii Nałkowskiej, Jarosława Iwaszkiewicza, Witolda Gombrowicza); Jan Paweł H Tryptyk Rzymski; Biblia (fragmenty Starego i Nowego Testamentu jako konteksty interpretacyjne dla lektury dzieł z innych epok)
- Inne:
  - w programie podstawowym: wybrane filmy z twórczości polskich reżyserów (np. Krzysztofa Kieślowskiego, Andrzeja Munka, Andrzeja Wajdy, Krzysztofa Zanussiego); homilia Jana Pawła II wygłoszona 2 czerwca 1979 roku w Warszawie na Placu Zwycięstwa (Piłsudskiego) – nagranie telewizyjne.
  - w programie rozszerzonym: jak dla zakresu podstawowego, a ponadto: wybrane filmy z klasyki kinematografii światowej (np. Ingmara Bergmana, Charlesa Chaplina, Federico Felliniego, Akiry Kurosawy, Andrieja Tarkowskiego, Orsona Wellesa); spektakle teatralne (w tym Teatru TV) —przynajmniej jeden w roku; stała lektura gazety codziennej, tygodnika opinii, miesięcznika i kwartalnika.

### 2012
W 2012 odpowiednim aktem prawnym stało się Rozporządzenie Ministra Edukacji Narodowej z dnia 27 sierpnia 2012 r. w sprawie podstawy programowej wychowania przedszkolnego oraz kształcenia ogólnego w poszczególnych typach szkół; wykaz lektur był w załącznikach nr 2 i 4.
Teksty kultury dla klas IV-VI nie uległy zmianom od 2009.

### 2017
Zastrzeżenia do nowej listy lektur zgłosiła m.in. Rada Języka Polskiego organizacje pozarządowe. Towarzystwo Inteligentnej Młodzieży, portal BUKBUK oraz Fundacja EDICO przygotowały np. zmodernizowaną „Alternatywną Listę Lektur”, a także poszczególni pegagodzy i badacze literatury.

#### Szkoła podstawowa
W 2017 roku aktem prawnym regulującym listę lektur obowiązkowych oraz lektur uzupełniających dla szkół podstawowych było rozporządzenie MEN z 14 lutego 2017 roku.

##### I etap edukacyjny (klasy I–III)

###### Lektury do wspólnego i indywidualnego czytania dla klas I–III (propozycje)
- Hans Christian Andersen – Baśnie (do wyboru)
- Justyna Bednarek – Niesamowite przygody dziesięciu skarpetek (czterech prawych i sześciu lewych)
- Jan Brzechwa – Brzechwa dzieciom
- Alina Centkiewiczowa i Czesław Centkiewicz – Zaczarowana zagroda
- Waldemar Cichoń – Cukierku, Ty łobuzie!
- Agnieszka Frączek – Rany Julek! O tym, jak Julian Tuwim został poetą
- Mira Jaworczakowa – Oto jest Kasia
- Grzegorz Kasdepke – Detektyw Pozytywka
- Leszek Kołakowski – Kto z was chciałby rozweselić pechowego nosorożca?
- Barbara Kosmowska – Dziewczynka z parku
- Maria Krüger – Karolcia
- Astrid Lindgren – Dzieci z Bullerbyn
- Hugh Lofting – Doktor Dolittle i jego zwierzęta
- Marcin Pałasz – Sposób na Elfa
- Joanna Papuzińska – Asiunia
- Danuta Parlak – Kapelusz Pani Wrony
- Roman Pisarski – O psie, który jeździł koleją
- Janina Porazińska – Pamiętnik Czarnego Noska
- Maria Terlikowska – Drzewo do samego nieba
- Julian Tuwim – Wiersze dla dzieci
- Barbara Tylicka – O krakowskich psach i kleparskich kotach. Polskie miasta w baśni i legendzie
- Danuta Wawiłow – Najpiękniejsze wiersze
- Łukasz Wierzbicki – Afryka Kazika
- Łukasz Wierzbicki – Dziadek i niedźwiadek

###### Lektury dla klas I–III z regionalnymjęzykiem kaszubskim(propozycje)
- Jan Brzechwa – Brzechwa dzecoma (tłum. na kaszubski: Tomasz Fopke)
- Tomasz Fopke – wybór wierszy i piosenek
- Stanisław Janke – Krôjczi pôjczi (wybrane utwory)
- Stanisław Janke – Żużónka jak mrzónka. Kołysanka z marzeń (wybrane utwory)
- Janusz Mamelski – Żëcé dzecy. Życie dzieci. Kaszubskie wierszyki dla dzieci (wybrane utwory)
- Alojzy Nagel – Bajki i bajeczki. Bôjczi i bôjeczci
- Alojzy Nagel – wybór opowiadań
- Jan Piepka – Moja kotka, mój kot (wybrane utwory)
- Jerzy Samp – Zaklęta stegna. Bajki kaszubskie (wybrane utwory)
- Jan Trepczyk – Ukłôdk dlô dzôtk (wybrane utwory)
- Ewa Warmowska – wybór wierszy i opowiadań
- Marzena Dembek – Mój słowôrz
- inne legendy, bajki i podania ludowe lub autorskie np. Legendy kaszubskie. Kaszëbsczé legeńdë autorstwa Janusza Mamelskiego
- utwory literackie podkreślające identyfikację wspólnotową np. Kaszëba béł mój tatk Bernarda Sychty, Chto... Aleksandra Labudy, Stark Jana Trepczyka, Môłi ricérz Ewy Warmowskiej
- E. i P. Marczakowie – Pomorskie ABC przestrzeni. Ilustrowany słownik dla dzieci (wybrane hasła)

##### II etap edukacyjny (klasy IV–VIII)

###### Lektury obowiązkowe dla klas IV–VI
- Jan Brzechwa – Akademia pana Kleksa
- Janusz Christa – komiks Szkoła latania z serii Kajko i Kokosz
- René Goscinny, Jean-Jacques Sempé – Mikołajek, wybór opowiadań
- Rafał Kosik – Felix, Net i Nika oraz Gang Niewidzialnych Ludzi
- Ignacy Krasicki – wybrane bajki
- Clive Staples Lewis – Lew, czarownica i stara szafa z cyklu Opowieści z Narnii
- Adam Mickiewicz – Powrót taty, Pani Twardowska, Pan Tadeusz (fragmenty, w tym: opisy, zwyczaje i obyczaje, polowanie i koncert Wojskiego);
- Ferenc Molnár – Chłopcy z Placu Broni
- Bolesław Prus – Katarynka
- Juliusz Słowacki – W pamiętniku Zofii Bobrówny
- John Ronald Reuel Tolkien – Hobbit, czyli tam i z powrotem
- Henryk Sienkiewicz – W pustyni i w puszczy
- Biblia – stworzenie świata i człowieka oraz wybrane przypowieści ewangeliczne, w tym przypowieść o siewcy, o talentach, o pannach roztropnych, o miłosiernym Samarytaninie
- Józef Wybicki – Mazurek Dąbrowskiego
- wybrane mity greckie, w tym mit o powstaniu świata oraz mity o Prometeuszu, o Syzyfie, o Demeter i Korze, o Dedalu i Ikarze, o Heraklesie, o Tezeuszu i Ariadnie, o Orfeuszu i Eurydyce
- wybrane podania i legendy polskie, w tym legenda o Lechu, o Piaście, o Kraku i Wandzie
- wybrane baśnie polskie i europejskie, w tym: Kopciuszek Charles’a Perraulta, Bajka o rybaku i rybce Aleksandra Puszkina
- wybrane wiersze Władysława Bełzy, Jana Brzechwy, Konstantego Ildefonsa Gałczyńskiego, Zbigniewa Herberta, Anny Kamieńskiej, Joanny Kulmowej, Adama Mickiewicza, Czesława Miłosza, Tadeusza Różewicza, Juliusza Słowackiego, Leopolda Staffa, Juliana Tuwima, Jana Twardowskiego
- pieśni i piosenki patriotyczne

###### Lektury uzupełniające dla klas IV–VI
W każdej klasie obowiązkowo dwie pozycje wybrane z listy poniżej.
- Adam Bahdaj – Kapelusz za sto tysięcy
- Frances Hodgson Burnett – Tajemniczy ogród lub inna powieść
- Lewis Carroll – Alicja w Krainie Czarów
- Alexandre Dumas – Trzej muszkieterowie
- Olaf Fritsche – Skarb Troi
- Rudyard Kipling – Księga dżungli
- Janusz Korczak – Król Maciuś Pierwszy
- Marcin Kozioł – Skrzynia Władcy Piorunów
- Selma Lagerlöf – Cudowna podróż
- Stanisław Lem – Cyberiada (fragmenty)
- Kornel Makuszyński – wybrana powieść
- Andrzej Maleszka – Magiczne drzewo
- Karol May – Winnetou
- Lucy Maud Montgomery – Ania z Zielonego Wzgórza
- Małgorzata Musierowicz – wybrana powieść
- Ewa Nowak – Pajączek na rowerze
- Edmund Niziurski – Sposób na Alcybiadesa
- Sat-Okh – Biały Mustang
- Henryk Sienkiewicz – Janko Muzykant
- Alfred Szklarski – wybrana powieść
- Mark Twain – Przygody Tomka Sawyera
- wybrane pozycje z serii Nazywam się... (np. Mikołaj Kopernik, Fryderyk Chopin, Maria Curie-Skłodowska, Jan Paweł II i inne)
- inne utwory literackie i teksty kultury wybrane przez nauczyciela

###### Lektury obowiązkowe dla klas VII–VIII
- Charles Dickens – Opowieść wigilijna
- Aleksander Fredro – Zemsta
- Jan Kochanowski – wybór fraszek, pieśni i trenów, w tym tren I, V, VII i VIII
- Aleksander Kamiński – Kamienie na szaniec
- Ignacy Krasicki – Żona modna
- Adam Mickiewicz – Reduta Ordona, Śmierć pułkownika, Świtezianka, Dziady część II, wybrany utwór z cyklu Sonety krymskie, Pan Tadeusz (całość)
- Antoine de Saint-Exupéry – Mały Książę
- Henryk Sienkiewicz – Quo vadis, Latarnik
- Juliusz Słowacki – Balladyna
- Stefan Żeromski – Syzyfowe prace
- Sławomir Mrożek – Artysta
- Melchior Wańkowicz – Ziele na kraterze (fragmenty), Tędy i owędy (wybrany reportaż)
- wybrane wiersze poetów wskazanych w klasach IV–VI, a ponadto Krzysztofa Kamila Baczyńskiego, Stanisława Barańczaka, Cypriana Norwida, Bolesława Leśmiana, Mariana Hemara, Jarosława Marka Rymkiewicza, Wisławy Szymborskiej, Kazimierza Wierzyńskiego, Jana Lechonia, Jerzego Lieberta oraz fraszki Jana Sztaudyngera i aforyzmy Stanisława Jerzego Leca

###### Lektury uzupełniające dla klas VII–VIII
W każdej klasie obowiązkowo dwie pozycje wybrane z listy poniżej.
- Miron Białoszewski – Pamiętnik z powstania warszawskiego (fragmenty)
- Agatha Christie – wybrana powieść kryminalna
- Arkady Fiedler – Dywizjon 303
- Ernest Hemingway – Stary człowiek i morze
- Barbara Kosmowska – Pozłacana rybka
- Jan Paweł II – Przekroczyć próg nadziei (fragmenty)
- Nancy H. Kleinbaum – Stowarzyszenie Umarłych Poetów
- Henryk Sienkiewicz – Krzyżacy
- Éric-Emmanuel Schmitt – Oskar i pani Róża
- Melchior Wańkowicz – Monte Cassino (fragmenty)
- Karolina Lanckorońska – Wspomnienia wojenne 22 IX 1939 – 5 IV 1945 (fragmenty)
- inne utwory literackie i teksty kultury wybrane przez nauczyciela, w tym wiersze poetów współczesnych i reportaże

###### Lektury dla klas IV–VIII z regionalnymjęzykiem kaszubskim
- Bolesław Bork – wybrane opowiadania
- Alojzy Budzisz – Zemia kaszëbskô
- Florian Ceynowa – Rozmòwa Kaszëbë z Pòlôchã (fragmenty)
- Hieronim Derdowski – Ò panu Czôrlińsczim, co do Pùcka pò sécë jachôł (fragmenty)
- Augustyn Dominik – Domienikòwé pòwiôstczi. Opowieści Dominika (wybrane utwory)
- Jan Drzeżdżon – Brawãdë (wybrane utwory)
- Jan Drzeżdżon – wybrane wiersze i fragmenty utworów prozatorskich
- Leon Heyke – wybór wierszy
- Stanisław Janke – wybór wierszy
- Jan Karnowski – wybór wierszy
- Roman Kucharski, Jón Natrzecy – Szczeniã Swiãców (komiks historyczny)
- Róman Kùcharsczi, Maja Nowotnik – Akademiô Błotowëch Żółwiów (komiks dla dzieci)
- Aleksander Labuda – Bogowie i duchy naszych przodków/W kręgu mitologii kaszubskiej
- Aleksander Labuda – Guczów Mack gôdô (wybrane felietony)
- Anna Łajming – Czterolistna koniczyna (wybrane opowiadania)
- Aleksander Majkowski – Żëcé i przigòdë Remùsa (fragmenty)
- Aleksander Majkowski – Życie i przygody Remusa (w tłumaczeniu Lecha Bądkowskiego – całość dla klasy VIII)
- Janusz Mamelski – Mack
- Danuta Stanulewicz – Balbina z IV B
- Bernard Sychta – Słownik gwar kaszubskich na tle kultury ludowej (fragmenty)
- Jan Trepczyk – wybrane wiersze
- W krainie baśni i bajek kaszubskich, red. B. Ugowska
- Ewa Warmowska – wybór wierszy
- wybrana twórczość innych współczesnych pisarzy kaszubskich
- wybrane teksty z zakresu kultury kaszubskiej
- Ludmiła Gòłąbk – Wanoga z Dëchama. Kaszëbsczi słowôrz ilustrowóny
- E. i P. Marczakowie – Pomorskie ABC przestrzeni. Ilustrowany słownik dla dzieci (wybrane hasła)

### 2018

#### Szkoła ponadpodstawowa
W 2018 r. aktem prawnym regulującym listę lektur obowiązkowych oraz lektur uzupełniających dla szkół ponadpodstawowych było rozporządzenie MEN z 30 stycznia 2018 roku.
Załącznik nr 1 (PODSTAWA PROGRAMOWA KSZTAŁCENIA OGÓLNEGO DLA CZTEROLETNIEGO LICEUM OGÓLNOKSZTAŁCĄCEGO I PIĘCIOLETNIEGO TECHNIKUM) wymieniał:

##### Lektury obowiązkowe

###### Zakres podstawowy
- Biblia – fragmenty Księgi Rodzaju, Księgi Hioba, Księgi Koheleta, Pieśni nad Pieśniami, Księgi Psalmów, Apokalipsy wg św. Jana
- Jan Parandowski – Mitologia (część I – Grecja)
- Homer – Iliada (fragmenty), Odyseja (fragmenty)
- Sofokles – Antygona
- Horacy – wybrane utwory
- Bogurodzica, Lament świętokrzyski (fragmenty), Legenda o św. Aleksym (fragmenty), Rozmowa Mistrza Polikarpa ze Śmiercią (fragmenty)
- Kwiatki świętego Franciszka z Asyżu (fragmenty)
- Pieśń o Rolandzie (fragmenty)
- Gall Anonim – Kronika polska (fragmenty)
- Dante Alighieri – Boska komedia (fragmenty)
- Jan Kochanowski – wybrane pieśni, w tym Pieśń IX ks. I, Pieśń V ks. II; psalmy, w tym Psalm 13, Psalm 47; tren IX, X, XI, XIX; Odprawa posłów greckich
- Piotr Skarga – Kazania sejmowe (fragmenty)
- wybrane wiersze następujących poetów: Daniel Naborowski, Jan Andrzej Morsztyn, Mikołaj Sęp-Szarzyński
- Jan Chryzostom Pasek – Pamiętniki (fragmenty)
- William Szekspir – Makbet, Romeo i Julia
- Molier – Skąpiec
- Ignacy Krasicki – Hymn do miłości Ojczyzny, wybrane satyry
- Franciszek Karpiński – wybór sielanek i liryki religijnej
- Adam Mickiewicz – Oda do młodości; wybrane ballady, w tym Romantyczność; wybrane sonety z cyklu Sonety krymskie oraz inne wiersze; Konrad Wallenrod oraz Dziady część III
- Juliusz Słowacki – Kordian; wybrane wiersze, w tym Grób Agamemnona (fragmenty), Testament mój
- Zygmunt Krasiński – Nie-Boska komedia
- Cyprian Kamil Norwid – wybrane wiersze
- Bolesław Prus – Lalka, Z legend dawnego Egiptu
- Eliza Orzeszkowa – Gloria victis
- Henryk Sienkiewicz – Potop
- Adam Asnyk – wybrane wiersze
- Fiodor Dostojewski – Zbrodnia i kara
- wybrane wiersze następujących poetów: Jan Kasprowicz, Kazimierz Przerwa-Tetmajer, Leopold Staff
- Stanisław Wyspiański – Wesele
- Władysław Stanisław Reymont – Chłopi (tom I – Jesień)
- Stefan Żeromski – Rozdziobią nas kruki, wrony..., Przedwiośnie
- Witold Gombrowicz – Ferdydurke (fragmenty)
- wybrane wiersze następujących poetów: Bolesław Leśmian, Julian Tuwim, Jan Lechoń, Maria Pawlikowska-Jasnorzewska, Kazimiera Iłłakowiczówna, Julian Przyboś, Józef Czechowicz, Krzysztof Kamil Baczyński, Tadeusz Gajcy
- Tadeusz Borowski – Proszę państwa do gazu, Ludzie, którzy szli
- Gustaw Herling-Grudziński – Inny świat
- Hanna Krall – Zdążyć przed Panem Bogiem
- wybrane wiersze następujących poetów: Stanisław Baliński (wybrane wiersze z okresu emigracyjnego) Kazimierz Wierzyński (wybrane wiersze z okresu emigracyjnego), Czesław Miłosz (Ocalenie – wybrane wiersze, Traktat moralny – fragmenty), Tadeusz Różewicz, Miron Białoszewski, Jarosław Marek Rymkiewicz, Wisława Szymborska, Zbigniew Herbert (wybrane wiersze z tomów Pan Cogito oraz Raport z oblężonego Miasta), Halina Poświatowska, Stanisław Barańczak, Marcin Świetlicki, Jan Polkowski, Wojciech Wencel
- Albert Camus – Dżuma
- George Orwell – Rok 1984
- Józef Mackiewicz – Droga donikąd (fragmenty)
- Sławomir Mrożek – Tango
- Marek Nowakowski – Raport o stanie wojennym (wybrane opowiadanie); Górą „Edek” (z tomu Prawo prerii)
- Jacek Dukaj – Katedra (z tomu W kraju niewiernych)
- Antoni Libera – Madame
- Andrzej Stasiuk – Miejsce (z tomu Opowieści galicyjskie)
- Olga Tokarczuk – Profesor Andrews w Warszawie (z tomu Gra na wielu bębenkach)
- Ryszard Kapuściński – Podróże z Herodotem (fragmenty)
- wybrane utwory okresu stanu wojennego
- powojenna piosenka literacka – wybrane utwory Ewy Demarczyk, Jacka Kaczmarskiego, Wojciecha Młynarskiego, Agnieszki Osieckiej oraz wybrane teksty Kabaretu Starszych Panów

###### Zakres rozszerzony
W zakres rozszerzony wchodzą wszystkie utwory określone dla zakresu podstawowego, a ponadto:
- Arystoteles – Poetyka, Retoryka (fragmenty)
- Platon – Państwo (fragmenty);
- Arystofanes – Chmury
- Jan Parandowski – Mitologia (część II – Rzym)
- Wergiliusz – Eneida (fragmenty)
- św. Augustyn – Wyznania (fragmenty)
- św. Tomasz z Akwinu – Summa teologiczna (fragmenty)
- François Villon – Wielki testament (fragmenty)
- François Rabelais – Gargantua i Pantagruel (fragmenty)
- Michel de Montaigne – Próby (fragmenty)
- Jan Kochanowski – Treny (jako cykl poetycki)
- Piotr Skarga – Żywoty świętych (fragmenty)
- William Szekspir – Hamlet
- wybrane utwory poetyckie z romantycznej literatury europejskiej, w tym wybrane wiersze angielskich poetów jezior
- Juliusz Słowacki – Lilla Weneda
- Cyprian Kamil Norwid – Bema pamięci żałobny rapsod, Fortepian Szopena, Czarne kwiaty (fragmenty), Promethidion (fragmenty)
- wybrana realistyczna lub naturalistyczna powieść europejska (Honoré de Balzac – Ojciec Goriot, Charles Dickens – Klub Pickwicka, Mikołaj Gogol – Martwe dusze, Gustaw Flaubert – Pani Bovary)
- Stanisław Wyspiański – Noc listopadowa
- Franz Kafka – Proces (fragmenty)
- Michaił Bułhakow – Mistrz i Małgorzata
- Stanisław Ignacy Witkiewicz – Szewcy
- Bruno Schulz – wybrane opowiadania z tomu Sklepy cynamonowe
- Tadeusz Konwicki – Mała apokalipsa
- Jorge Luis Borges – wybrane opowiadanie;
- Janusz Głowacki – Antygona w Nowym Jorku
- Sławomir Mrożek – wybrane opowiadania;
- wybrane eseje następujących autorów: Jerzego Stempowskiego, Gustawa Herlinga-Grudzińskiego, Zbigniewa Herberta, Zygmunta Kubiaka, Jarosława Marka Rymkiewicza
- wybrane teksty z aktualnych numerów miesięczników oraz kwartalników literackich i kulturalnych

##### Lektury uzupełniające
W każdej klasie obowiązkowo dwie pozycje (w całości lub we fragmentach) wybrane z list poniżej.

###### Zakres podstawowy
- Sofokles – Król Edyp
- Mikołaj z Wilkowiecka – Historyja o chwalebnym Zmartwychwstaniu Pańskim (fragmenty)
- Dzieje Tristana i Izoldy (fragmenty)
- Giovanni Boccaccio – Sokół
- Mikołaj Rej – Żywot człowieka poczciwego (fragmenty)
- Andrzej Frycz Modrzewski – O poprawie Rzeczypospolitej (fragmenty)
- Miguel de Cervantes y Saavedra – Przemyślny szlachcic Don Kichote z Manczy (fragmenty)
- Wespazjan Kochowski – Psalmodia polska (wybór psalmów)
- Wacław Potocki – Transakcja wojny chocimskiej (fragmenty z części I)
- Ignacy Krasicki – Monachomachia (fragmenty)
- Stanisław Trembecki, Franciszek Kniaźnin – wybrane utwory
- Jędrzej Kitowicz – Opis obyczajów za czasów panowania Augusta III (fragmenty)
- Julian Ursyn Niemcewicz – Powrót posła
- Stanisław Staszic – Przestrogi dla Polski (fragmenty)
- Juliusz Słowacki – Beniowski (fragmenty)
- Aleksander Fredro – Śluby panieńskie
- Johann Wolfgang Goethe – Cierpienia młodego Wertera (fragmenty), Faust (fragmenty)
- George Byron – Giaur (fragmenty)
- Adam Mickiewicz – Dziady część IV
- Eliza Orzeszkowa – Nad Niemnem
- Maria Konopnicka – wybór wierszy
- Stefan Żeromski – Echa leśne
- Zofia Nałkowska – Granica
- Tadeusz Peiper – wybór wierszy
- Joseph Conrad – Lord Jim
- Anna Kamieńska, Anna Świrszczyńska, Julia Hartwig, Stanisław Grochowiak, Edward Stachura – wybór wierszy
- Kazimierz Moczarski – Rozmowy z katem (fragmenty)
- Zofia Nałkowska – Przy torze kolejowym (z tomu Medaliony)
- Jan Józef Szczepański – Święty
- Tadeusz Różewicz – Kartoteka
- Józef Czapski – Na nieludzkiej ziemi (fragmenty)
- Leopold Tyrmand – Dziennik 1954 (fragmenty)
- Stanisław Lem – Wizja lokalna
- Samuel Beckett – Czekając na Godota
- Friedrich Dürrenmatt – Wizyta starszej pani
- Eugène Ionesco – Lekcja
- inne utwory literackie wybrane przez nauczyciela

###### Zakres rozszerzony
- Erazm z Rotterdamu – Pochwała głupoty (fragmenty)
- Tomasz Morus – Utopia (fragmenty)
- Pedro Calderón de la Barca – Życie snem
- Wolter – Kandyd (fragmenty)
- Jean-Jacques Rousseau – Nowa Heloiza (fragmenty)
- wybrane utwory epickie okresu romantyzmu: Józef Ignacy Kraszewski – Stara baśń, Victor Hugo – Nędznicy, Edgar Allan Poe – wybrane opowiadanie, Henryk Rzewuski – Pamiątki Soplicy (fragmenty)
- Władysław Stanisław Reymont – Chłopi (tom II – Zima)
- Aldous Huxley – Nowy wspaniały świat
- Gabriela Zapolska – Moralność pani Dulskiej
- Gustaw Herling-Grudziński – Wieża
- Florian Czarnyszewicz – Nadberezyńcy
- Bohumil Hrabal – wybrane opowiadania
- Wiesław Myśliwski – Widnokrąg
- Julian Stryjkowski – Austeria
- Umberto Eco – Imię róży
- wybrane wiersze poetów polskich i obcych
- wybrana powieść polska i obca z XX lub XXI wieku
- wybrany dramat polski i obcy z XX lub XXI wieku
- inne utwory literackie wybrane przez nauczyciela

Załącznik nr 2 (PODSTAWA PROGRAMOWA KSZTAŁCENIA OGÓLNEGO DLA BRANŻOWEJ SZKOŁY II STOPNIA dla uczniów będących absolwentami dotychczasowego gimnazjum) wymieniał teksty kultury analogiczne listy z załącznika nr 4 z 2009 dla szkół ponadgimnazjalnych (przy czym usunięto sformułowanie „nie mniej niż 13 pozycji książkowych odpowiednio w trzyletnim bądź czteroletnim okresie nauczania oraz wybrane przez nauczyciela teksty o mniejszej objętości.”)

### 2021
W 2021 ukazała się nowelizacja rozporządzenia w sprawie podstawy programowej wychowania przedszkolnego oraz podstawy programowej kształcenia ogólnego dla szkoły podstawowej.
Z listy lektur dla klas I–III szkoły podstawowej usunięto pozycje: Alina Centkiewiczowa i Czesław Centkiewicz „Zaczarowana zagroda”, Mira Jaworczakowa „Oto jest Kasia”, Leszek Kołakowski „Kto z was chciałby rozweselić pechowego nosorożca?” i Marcin Pałasz „Sposób na Elfa”. Dodano natomiast: Dorota Gellner „Wścibscy”, Julita Grodek „Mania, dziewczyna inna niż wszystkie. Opowieść o Marii Skłodowskiej-Curie”, Tom Justyniarski „Psie troski, czyli o wielkiej przyjaźni na cztery łapy i dwa serca”, Piotr Kordyasz „Lolek. Opowiadania o dzieciństwie Karola Wojtyły” (fragmenty), Zofia Kossak-Szczucka „Kłopoty Kacperka, góreckiego skrzata”, Asa Lind „Piaskowy Wilk”, Aleksandra i Daniel Mizielińscy „Którędy do Yellowstone? Dzika podróż po parkach narodowych”.
Z listy lektur dla klas IV-VI szkoły podstawowej z wykazu lektur obowiązkowych do wykazu lektur uzupełniających przeniesiono książkę Rafała Kosika „Felix, Net i Nika oraz Gang Niewidzialnych Ludzi”.
Z listy lektur uzupełniających dla klas IV-VI usunięto „Winnetou” Karola Maya. Dodano natomiast: Carlo Collodi „Pinokio”, John Flanagan „Zwiadowcy” Księga 1. „Ruiny Gorlanu”, Emilia Kiereś „Rzeka”, Zofia Kossak-Szczucka „Topsy i Lupus”, Bolesław Leśmian „Klechdy sezamowe”, Alan Aleksander Milne „Kubuś Puchatek”, Longin Jan Okoń „Tecumseh”, Ferdynand Antoni Ossendowski „Słoń Birara”, Jacek Podsiadło „Czerwona kartka dla Sprężyny”, Louis de Wohl „Posłaniec króla: Opowieść o Św. Pawle i jego czasach”.
Z listy lektur obowiązkowych dla klas VII-VIII usunięto „Stowarzyszenie Umarłych Poetów” Nancy H. Kleinbaum, a „Ziele na kraterze” Melchiora Wańkowicza przesunięto do wykazu lektur uzupełniających. Do listy lektur uzupełniających dodano: Lloyd Cassel Douglas „Wielki Rybak”, Zofia Kossak-Szczucka „Bursztyny” (wybrane opowiadanie), André Frossard „Nie lękajcie się! Rozmowy z Janem Pawłem II”, Bolesław Prus „Placówka” i „Zemsta”, Henryk Sienkiewicz „Sąd Ozyrysa”, Nicolas Sparks „Jesienna miłość”. Z wykazu lektur uzupełniających z klas VII-VIII do wykazu lektur uzupełniających w zakresie rozszerzonym w liceach ogólnokształcących i technikach przeniesiono pozycję „Jan Paweł II, Przekroczyć próg nadziei” (fragmenty).

### 2024
W 2024 nowe rozporządzenia wprowadziły kolejne zmiany.
Z listy w szkole podstawowej usunięto następujące utwory: „Żona modna” Ignacego Krasickiego, „Katarynka” Bolesława Prusa”, ‘W pustyni i w puszczy” Henryka Sienkiewicza, „Śmierć pułkownika” i wybrany utwór z cyklu „Sonety krymskie” Adama Mickiewicza oraz „Ziele na kraterze”, „Tędy i owędy” Melchiora Wańkowicza.
Z listy lektur obowiązkowych dla klas IV-VI z początkiem nowego roku szkolnego usunięto dwie ballady Adama Mickiewicza „Powrót taty” i „Pani Twardowska”, wiersz Juliusza Słowackiego „W pamiętniku Zofii Bobrówny”, mit o Orfeuszu i Eurydyce, przypowieść ewangeliczną o pannach roztropnych, podczas gdy „Katarynka” Bolesława Prusa i „W pustyni i w puszczy” Henryka Sienkiewicza zostały przeniesione do listy lektur uzupełniających. „Rota” Marii Konopnickiej została przeniesiona z listy uzupełniającej do obowiązkowej.
W liście lektur obowiązkowych dla klas VII i VIII zmieniono z całości na fragmenty: „Pana Tadeusza” Adama Mickiewicza (obowiązkowe zostały tylko księgi: I, II, IV, X, XI i XII), „Quo vadis” Henryka Sienkiewicza i „Syzyfowe prace” Stefana Żeromskiego. Usunięto z listy utwory: „Żona modna” Ignacego Krasickiego, „Śmierć pułkownika” Adama Mickiewicza, „Tędy i owędy” Melchiora Wańkowicza, tren I i V Jana Kochanowskiego, a ponadto wiersze Mariana Hemara, Jarosława Marka Rymkiewicza, Jana Lechonia, Jerzego Lieberta i fraszki Jana Sztaudyngera.
W szkole podstawowej w klasach IV-VIII do listy lektur uzupełniających (proponowanych, projekt dopuszcza też inne utwory) dodano pozycje: Raquel Jaramillo Palacio „Cudowny chłopak”, Katherine Paterson „Most do Terabithii”, Sara Pennypacker Pax, Rick Riordan „Percy Jackson i bogowie olimpijscy”, Marcin Szczygielski „Teatr Niewidzialnych Dzieci” i „Arka Czasu”, Danuta Wawiłow, Natalia Usenko „Wierzbowa 13. Opowieści z Wierzbowej 13”. W każdym roku szkolnym uczniowie klas IV–VI obowiązkowo poznają z niej co najmniej dwie pozycje książkowe, a w klasach VII i VIII – jedną.
Z listy lektur obowiązkowych dla liceów i techników na poziomie podstawowym usunięto utwory: „Legenda o św. Aleksym”, „Kwiatki świętego Franciszka z Asyżu”, „Kronika polska” Galla Anonima, „Z legend dawnego Egiptu” Bolesława Prusa, „Pamiętniki” Jana Chryzostoma Paska, „Konrad Wallenrod” Adama Mickiewicza, „Grób Agamemnona” i „Testament mój” Juliusza Słowackiego, „Rozdziobią nas kruki, wrony…” Stefana Żeromskiego, „Ludzie, którzy szli” Tadeusza Borowskiego, „Katedra” Jacka Dukaja. Usunięto także utwory poetów takich jak: Kazimiera Iłłakowiczówna, Daniel Naborowski, Jan Andrzej Morsztyn, Mikołaj Sęp-Szarzyński, Franciszek Karpiński (wybór sielanek i liryki religijnej), Julian Przyboś, Tadeusz Gajcy, Stanisław Baliński, Kazimierz Wierzyński, Jan Polkowski, Wojciech Wencel, Jarosław Marek Rymkiewicz i wiersze z tomu „Ocalenie” Czesława Miłosza. Na liście nie ma też „wybranych utworów okresu stanu wojennego i powojennej piosenki literackiej” (chodzi o piosenki z repertuaru Jacka Kaczmarskiego, Wojciecha Młynarskiego, Agnieszki Osieckiej oraz z Kabaretu Starszych Panów). Niektóre lektury do tej pory obowiązkowe na poziomie podstawowym zostały przeniesione do poziomu rozszerzonego. Tak przeniesiono: „Odyseję” Homera, „Boską komedię” Dantego Alighieri. Część przeniesiono do lektur uzupełniających. Przeniesiono tak „Odprawę posłów greckich” Jana Kochanowskiego, „Romea i Julię” Williama Szekspira, „Kazania sejmowe” Piotra Skargi, „Nie-Boską komedię” Zygmunta Krasińskiego, „Gloria victis” Elizy Orzeszkowej, „Drogę donikąd” Józefa Mackiewicza (fragmenty), „Raport o stanie wojennym” Marka Nowakowskiego i „Madame” Antoniego Libery. Do listy lektur uzupełniających dodano (w kategorii XX wieku): „Solaris” Stanisława Lema, „Traktat o łuskaniu fasoli” Wiesława Myśliwskiego „Prawiek i inne czasy” Olgi Tokarczuk, a dla XXI wieku, „Wrony” Petry Dvorzakovej, „Wyspa” Sigrídur Hagalin Bjoernsdottir, „Castorp” i „Śpiewaj ogrody” Pawła Huellego, „Zanim wystygnie kawa” Toshikazu Kawaguchi, „Wspomnienie o przeszłości Ziemi” (tom I „Problem trzech ciał”) Cixin Liu, „Dwanaście stacji” Tomasza Różyckiego, „Jadąc do Babadag” Andrzeja Stasiuka, „Nie ma” Mariusza Szczygła, „Pusty las” Moniki Sznajderman, „Poczwarka” Doroty Terakowskiej, „Bieguni” i „Opowiadania bizarne” Olgi Tokarczuk, „Rzeczy, których nie wyrzuciłem” Marcina Wichy.
Z listy lektur obowiązkowych w liceach i technikach w zakresie rozszerzonym usunięto: „Chmury” Arystofanesa, fragmenty: „Eneidy” Wergiliusza, „Wyznań” św. Augustyna, „Summy teologicznej” św. Tomasza z Akwinu, „Prób” Michela de Montaigne'a; „Lillę Wenedę” Juliusza Słowackiego, fragmenty „Czarnych kwiatów” i „Promethidionu” Cypriana Kamila Norwida, „Noc listopadową” Stanisława Wyspiańskiego, wybrane teksty z kwartalników literackich.
Z listy lektur uzupełniających usunięto: opracowaną przez Jerzego Wojtczaka-Szyszkowskiego „Kronikę Książąt Polskich”, fragmenty „Historyi o chwalebnym Zmartwychwstaniu Pańskim” (fragmenty) Mikołaja z Wilkowiecka, „Psalmodię polską” Wespazjana Kochowskiego, utwory Stanisława Trembeckiego, wiersze Marii Konopnickiej, Anny Świrszczyńskiej, Anny Kamieńskiej, Julii Hartwig, Stanisława Grochowiaka, Ryszarda Krynickiego, Edwarda Stachury i Adama Zagajewskiego.